# 冀东烈士陵园

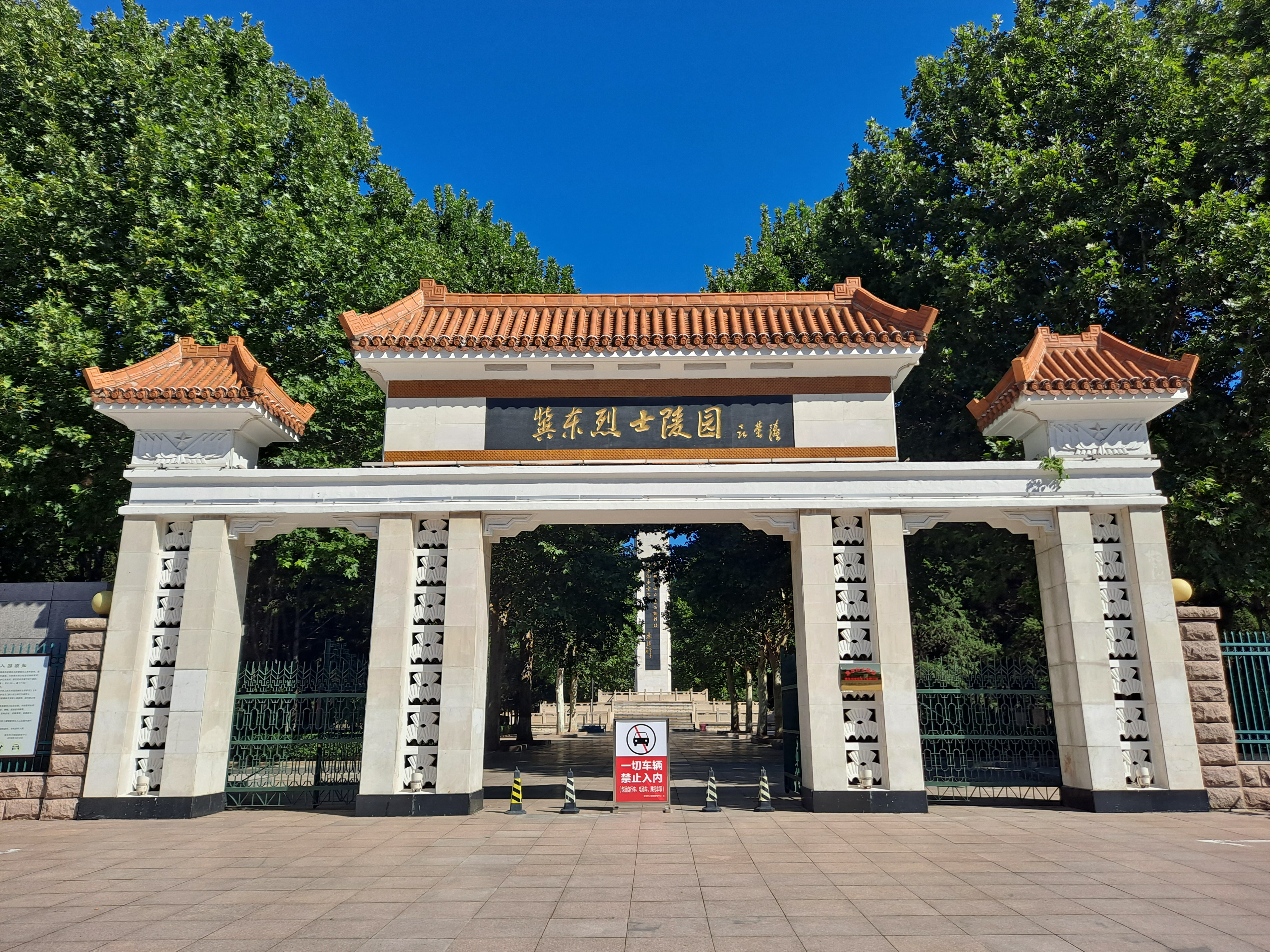
冀东烈士陵园

冀东烈士陵园，坐落于河北省唐山市路南区陵园路2号的一座烈士陵园，1955年开工建设，1958年落成开放。陵园占地面积7.5万平方米，主体建筑包括古典牌楼式大门、烈士纪念塔、烈士纪念馆和烈士墓区。

## 历史
1955年，经中国共产党河北省委员会和河北省人民政府批准，冀东烈士陵园开始建设。1958年4月5日清明节，冀东烈士陵园落成并向社会开放。
1976年，陵园所有建筑在唐山大地震中被夷为平地。1986年，复建工程竣工。1989年8月20日，被公布为第二批全国重点烈士纪念建筑物保护单位。1995年5月，中国共产党河北省委员会、河北省人民政府将冀东烈士陵园确立为河北省爱国主义教育基地。同年（1995年），冀东烈士陵园被列入全省第三批爱国主义教育基地维护改造项目，省市两级投资418万元对园内主要纪念建筑物及馆内基本陈列进行全面修缮和改造。1999年9月底，所列维修改造项目全部竣工。2003年9月7日，冀东烈士陵园被河北省人民政府和河北省军区命名为第一批省级国防教育基地。2012年，被中国共产党河北省委员会命名为“河北省中共党史教育基地”。2015年8月13日，被收录于第二批国家级抗战纪念设施、遗址名录。2018年7月，冀东烈士陵园被公布为国家国防教育示范基地。
2021年，冀东烈士陵园利用255万元财政资金，对园区内所有建筑防水、地下线缆、排水管道进行改造提升，并全面升级了监控、照明、安防等系统。2022年，冀东烈士陵园被唐山市政府评为“花园式”文明单位。

## 布局

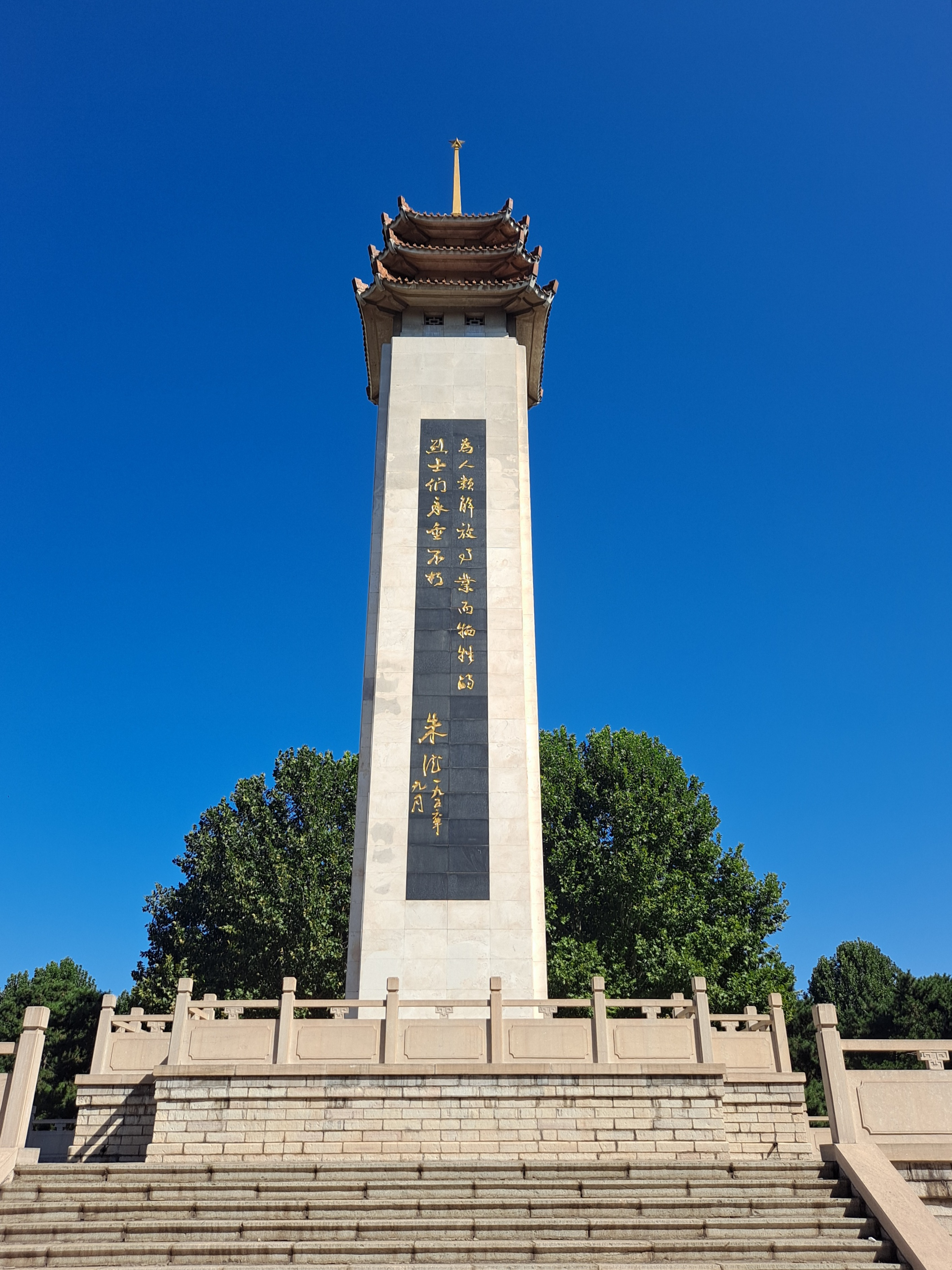
冀东烈士陵园纪念塔

冀东烈士陵园坐落在唐山市南新道北侧，占地面积7.5万平方米，绿化面积达90%。陵园主体建筑有古典牌楼式大门、烈士纪念塔、烈士纪念馆和烈士墓区。大门、纪念塔、纪念堂均坐落在中轴上。
园名由聂荣臻元帅题写。烈士纪念塔位于小广场北侧，通体用汉白玉砌成，周围有草白玉石栏杆，塔高34.5米，塔身四面刻有朱德、林伯渠、彭德怀、萧克的题词，题词以金箔贴敷。纪念塔至纪念馆小广场两侧有20位烈士铜像。
冀东烈士纪念馆位于园区中部，建筑面积2149平方米，馆名由萧克将军题写，正厅有238名烈士的照片及简历介绍。基本陈列《冀东革命烈士斗争业绩陈列》主展线长度为255米，辅助展线长60米，陈列内容时间跨度为新民主主义革命时期三十年（即1919年—1949年），空间跨度涵盖河北、辽宁、内蒙古、北京和天津一带。《冀东革命烈士斗争业绩陈列》着重介绍了冀东革命史中邓培、于方舟、王平陆、包森、陈群、节振国、王册、邵洪生等38位烈士的事迹。纪念馆馆藏革命文物1030件，其中定级文物389件，设有文物库房，有恒温恒湿机、除湿机等专业文保设备。
烈士纪念馆北为装饰性拱桥，拱桥为通体汉白玉，拱桥北为烈士墓区。墓区总面积4749平方米，2009年保护性改造时进行沉降，种植有草地，墓碑为书形碑，建有两座纪念亭，地面为通体中国红大理石，周围栽植有黄杨长廊，墓区内有冷季草坪、大型花坛和白玉兰。烈士墓区共有烈士墓166座，安葬着178位烈士。

## 爱国主义教育

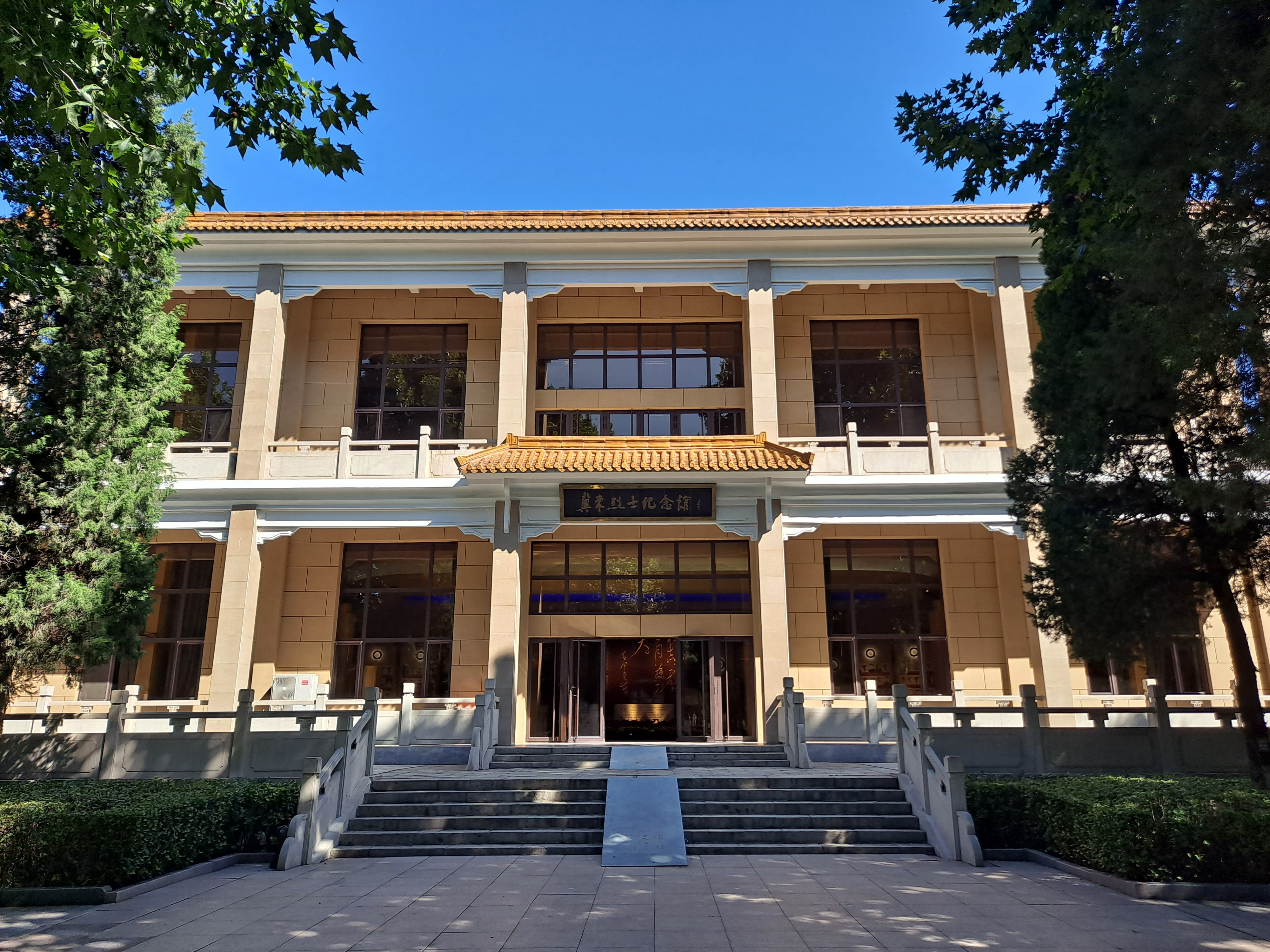
冀东烈士纪念馆

冀东烈士陵园是中华人民共和国民政部、中国共产党河北省委员会、河北省人民政府、中国共产党唐山市委员会、唐山市人民政府命名的“爱国主义教育基地”。自开放以来，一直是唐山及周边的重要爱国主义教育场所，每年参观群众数以万计。
冀东烈士陵园成立有史料研究小组，负责挖掘文物背后故事，重点研究国家级革命文物，曾发表多篇研究文章。陵园还积极利用烈士档案资源，开展党史红色教育活动，曾策划《纵马冀东，血战燕赵——纪念包森牺牲80周年》等主题展览。
每年9月30日烈士纪念日，唐山市都会在冀东烈士陵园举行纪念活动，如2023年9月30日曾举行有唐山市四大班子领导与各界代表参加的向烈士敬献花篮仪式。